# 統制型乗用車 (ドイツ国防軍)
統制型乗用車 (ドイツ語: Einheits-Personenkraftwagen, Einheits-PKW) は、第二次世界大戦期の1936年から1943年にかけてドイツ国防軍が進めていた軍用自動車の開発・調達計画の呼称、およびこの計画に基づいて開発・調達された車種の総称である。
統制型乗用車は1930年代にヴァイマル共和国軍で使用されていた各種の民間自動車をオフロード走行能力を持った統一した仕様の車両で置き換える事を目的とし、これによって整備や供給の簡便化を図るものであったが、結果的にこれらの目的は達成されなかった。
名称については、ドイツ語のEinheitsをそのまま音読みした"アインハイツ"という表現がなされることもある。

## 概要
初期の段階でのヴァイマル共和国軍、ドイツ国防軍の機械化においては、これらの軍は民間の乗用車の軍向けモデルの車両を調達する方法をとっていた。しかし1935年のドイツ再軍備宣言の時点で、国防軍が保有していた軍用乗用車にはいくつかの問題点があった。一つはオフロードでの走行性、耐久性が軍の求める能力に対して不足していたこと、もう一つは多様なメーカーの車両を調達していたため、メンテナンス用部品の保守・運用が極めて煩雑化していたことである。
ナチスの権力掌握以降、軍の機械化に当てられる予算が増加したため、1934年に軍用自動車の仕様の標準化プログラムが開始された。オフロード走行性を高め、多くの部品を共通化し、また長期にわたって大幅な設計変更をせず継続生産可能な車種の開発が開始され、最初に以下の5種類の車両のクラスが制定された。
- Leichter geländegängiger Personenkraftwagen (le. gl. Pkw, 小型オフロード乗用車)
- Mittelschwerer geländegängiger Personenkraftwagen (m. gl. Pkw, 中型オフロード乗用車)
- Schwerer geländegängiger Personenkraftwagen (s. gl. Pkw, 大型オフロード乗用車)
- Leichter geländegängiger Lastkraftwagen (le. gl. Lkw. 小型オフロードトラック)
- Mittelschwerer geländegängiger Lastkraftwagen (m. gl. Lkw, 中型オフロードトラック)

これらの車種はいずれも4×4輪駆動で独立したサスペンションを持ち、四カ年計画に基づきドイツ国内で製造された材料を用いる事などが決められていた。
とはいえ、当時のドイツ自動車業界の限界により、計画当初から完全な標準化は難しい状況であった。計画された統制型乗用車を単一のメーカーで生産する事は難しかったため、いくつかのメーカーでの分散生産が計画された。統制型乗用車の生産計画に参加したメーカーはBMW (アイゼナハ車両製作所)、ハノマーグ、ストゥヴァー、オペル (ブランデンブルク工場)、ドイツ・フォード、そしてアウトウニオン (ホルヒ・ヴァンダラー)と多数に及び、またこれらの各メーカーはそれぞれ固有の子会社や下請け企業で様々な部品を分散生産していた。そして、それぞれのメーカーの車両に搭載されたエンジンも各メーカー毎に開発された固有のものが使用され、統一されることはなかった。
1936年にストゥヴァー社から最初の軽統制型乗用車 (Leichter Einheits-PKW)が納品され、1937年には中統制型乗用車 (Mittelschwerer Einheits-PKW)、1938年には重統制型乗用車 (Schwerer Einheits-PKW)がホルヒ社（アウトウニオン）から国防軍に納品された。
統制型乗用車計画の問題点はすぐに明らかとなった。高い車両単価と複雑な製造過程により予定していた調達数はなかなか確保できず、結局ドイツ国防軍は必要な車両の60％を"統制型乗用車"以外の民間車両から調達しなければならなかった。これら民間モデルから調達された車両は、"Einheits-PKW" に対して"Ergänzungsfahrzeuge" (補助車両)と呼ばれたが、この結果として、統制型乗用車計画が目標としていたメンテナンスや修理の簡便化、標準化は全く達成できなかった。
また国防軍の様々な部門からは、統制型自動車の戦時運用に適さない問題点として、複雑な構造・耐久性の低さの他、重量が重く燃費が悪く、また運用中のシャーシやサスペンションの破損などがあると報告された。1940年になるとドイツ国防軍は車種の整理・統合計画である"シェル計画"を軍用車両局総監アドルフ・フォン・シェル（Adolf von Schell）大将の元で進めることとし、この一環として統制型自動車の構造を簡略化し、全輪ステアリングや予備タイヤを廃止するなどしたTyp 40と呼ばれるシャーシおよびボディーが開発されたが、これらの問題の多くは解決されなかった。こういった事態を受け、ドイツ国防軍はシェル計画による車種の統合計画を進め、軽・中・重の3種類の統制型自動車の製造は1941年から1943年にかけて打ち切られた。

## 形式

### 軽統制型乗用車
もっとも小型のクラスである軽統制型乗用車 (Leichter Einheits-PKW、Leichter geländegängiger PKW)は1,775kgの車体重量と500kgの積載容量を持ち、ストゥヴァーのTyp R180 Spezial、BMW (アイゼナハ車両製作所)の BMW 325、ハノマーグのTyp 20 Bといった車種が計13,000両生産された。
軽統制型乗用車はドイツ国防軍において小型兵員輸送車 (Kfz.1)、修理部隊向け車両 (Kfz.2/40)、砲兵観測部隊向け車両 (Kfz.3)、後部に連装式機関銃を搭載した中隊レベルの対空車両 (Kfz.4)などとして運用された。
1940年以降はストゥヴァー社のみが簡略化された仕様のTyp 40シャーシを用い、Typ R200 Spezial として1943年まで生産を継続した。1942年の時点で、軍の9割の部隊がこの車両を戦時任務に適さず使用したくないと回答していた。より低価格かつシンプルな構造で軽量のフォルクスワーゲン製のキューベルワーゲン Type82の方が、運用上のあらゆる点で優れていたためである。

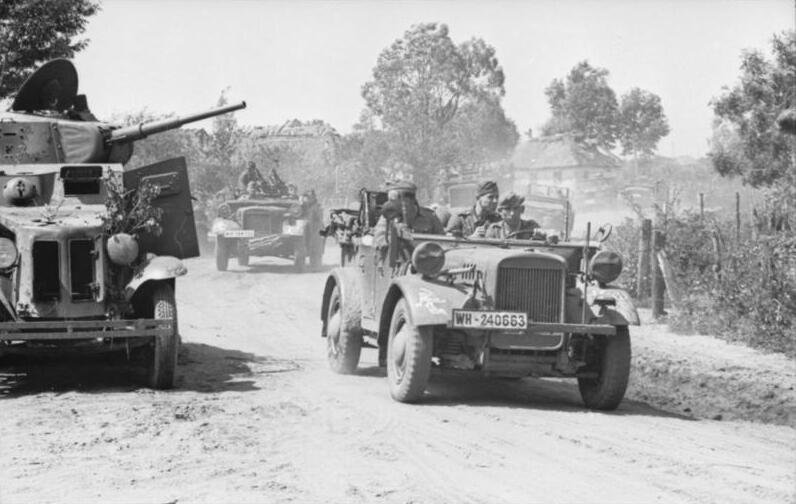
軽統制型乗用車、1941年。
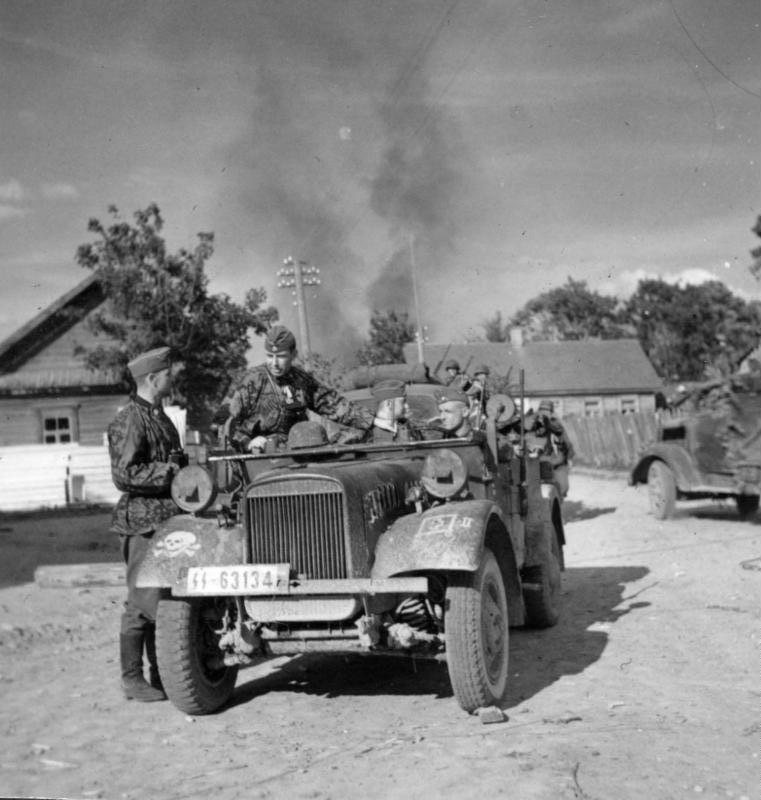
軽統制型乗用車、1941年。
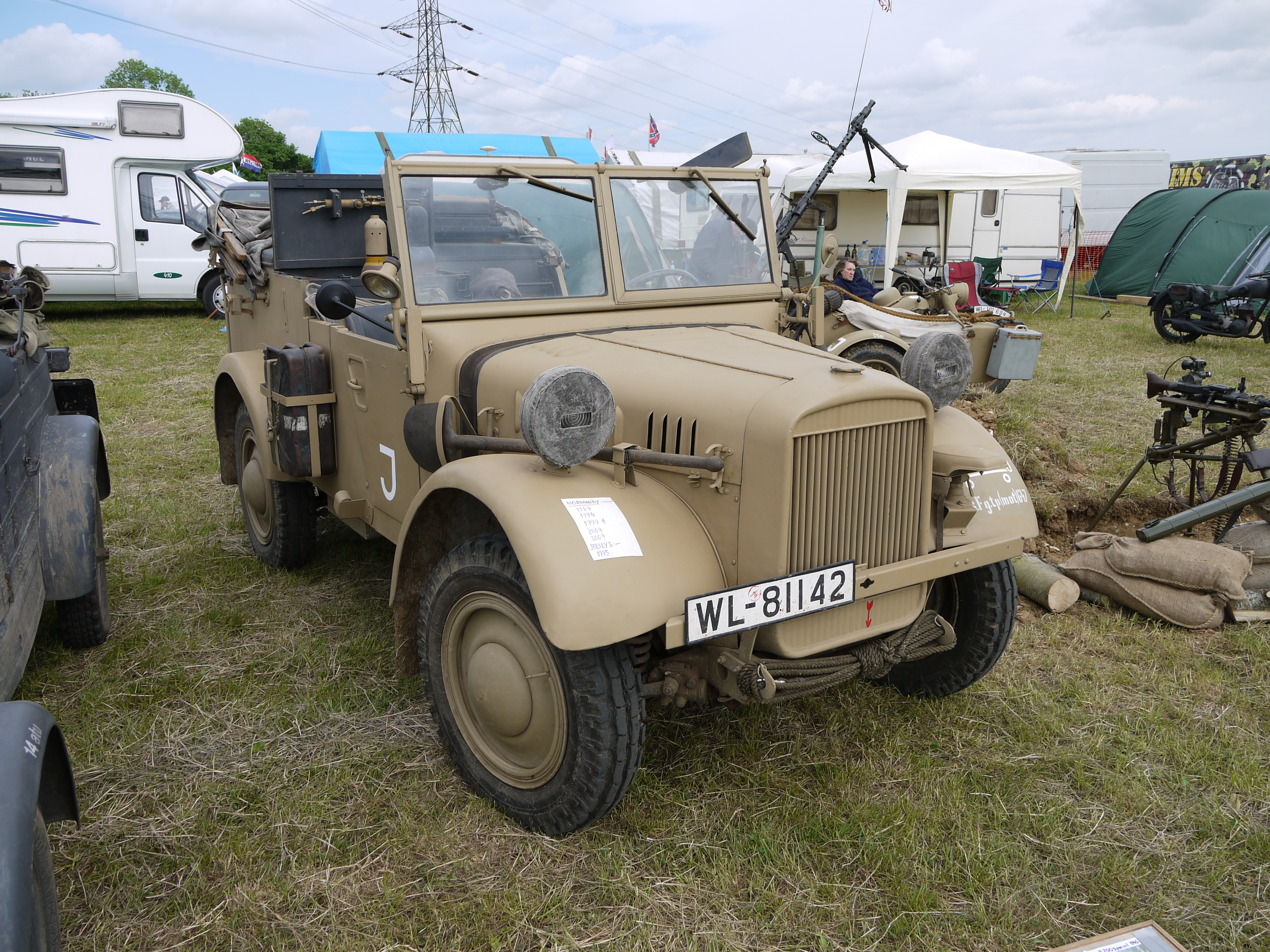
レストアされたストゥヴァー Typ R200。

### 中統制型乗用車
中型のクラスである中統制型乗用車 (Mittelschwerer Einheits-PKW、Mittelschwerer geländegängiger PKW)は2,700kgの車体重量と600kgの積載容量を持ち、アウトウニオンの傘下となっていたホルヒ製のホルヒ 901、およびほぼ同じ構造・仕様のヴァンダラー製 ヴァンダラー 901が計12,000両生産された。オペル ブランデンブルク工場は1940年以降にホルヒ 901のライセンス生産）を行った。
中統制型乗用車はドイツ国防軍において中型兵員輸送車 (Kfz.11、Kfz.12、6人乗りのKfz.21)、通信部隊向け車両 (Kfz.15、Kfz.17、Kfz.17/1)、砲兵観測部隊向け車両 (Kfz.16、Kfz.16/1)などとして運用された。1940年のタイプ40シャーシ採用後は車体中央に装備された予備タイヤが無くなり兵員搭乗スペースが広くなるなど改良されたが、それでも軍の8割の部隊がこの車両を戦時任務に適さず使用したくないと回答していた。
中統制型乗用車（および重統制型乗用車）の代替車種としては、前述のシェル計画に基づき開発されたメルセデス・ベンツ L1500や シュタイアー1500といった車種が大戦後半に広く運用された。

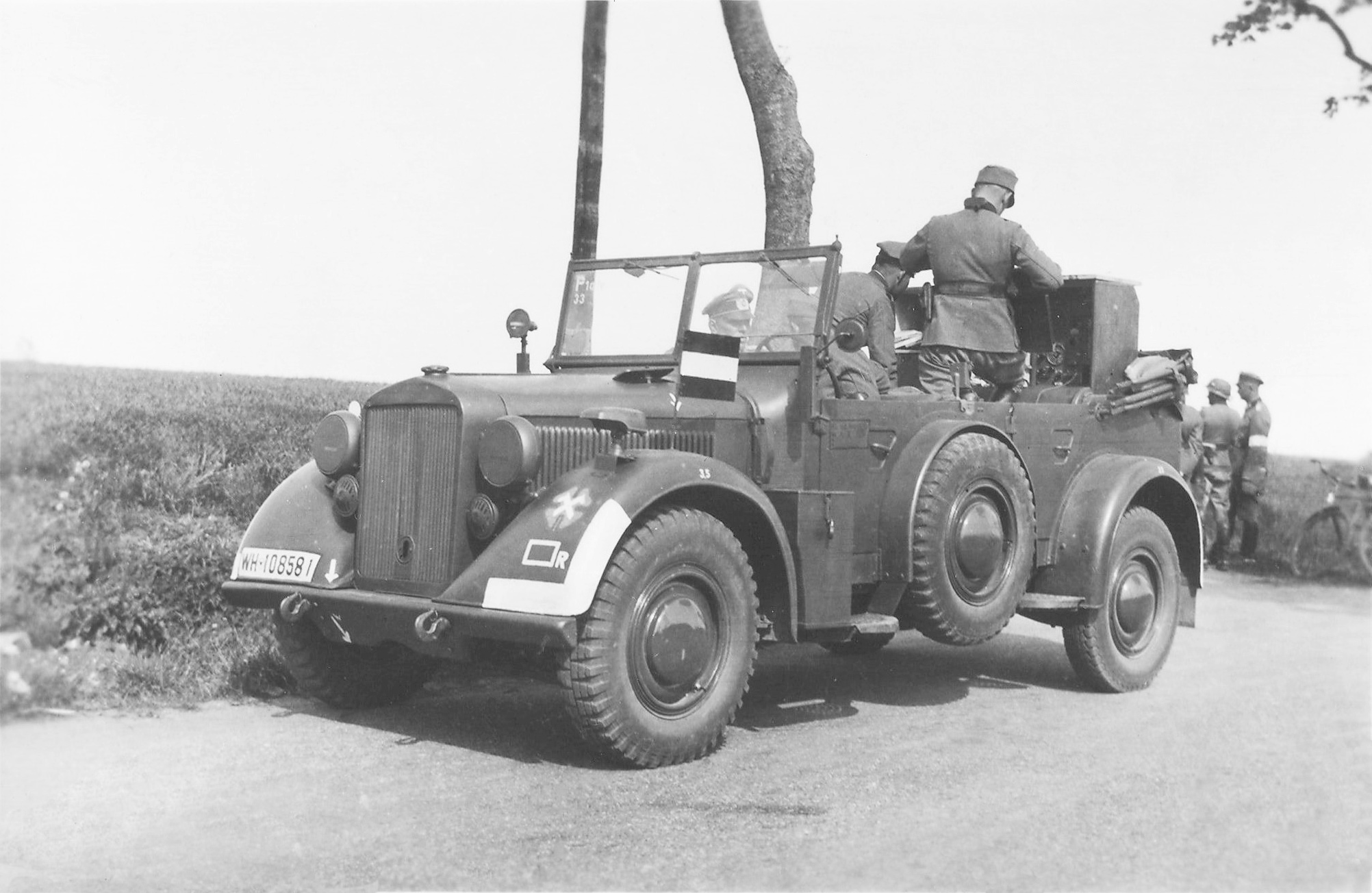
ホルヒ 901。1940年以前の初期型で、車体中央に予備タイヤを持つ。
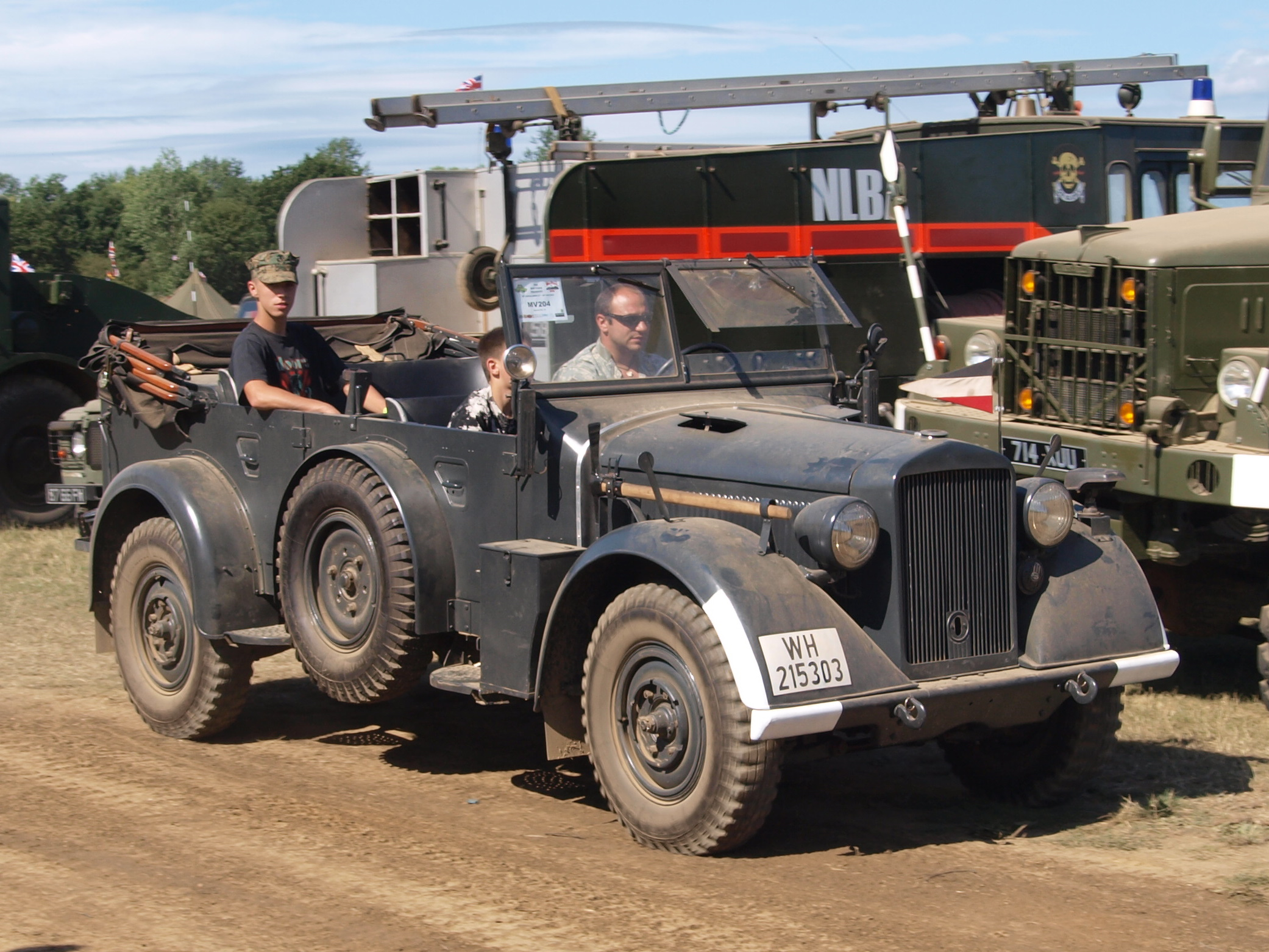
レストアされたホルヒ 901 初期型。
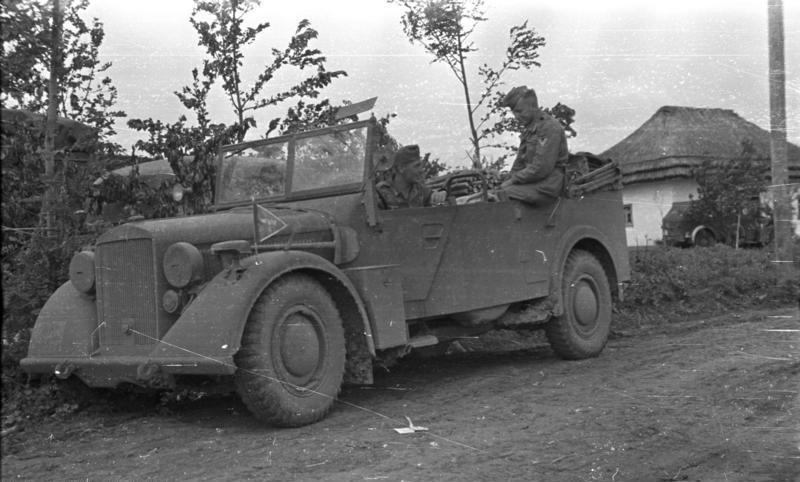
ホルヒ 901 Typ 40。 予備タイヤが廃止されている。
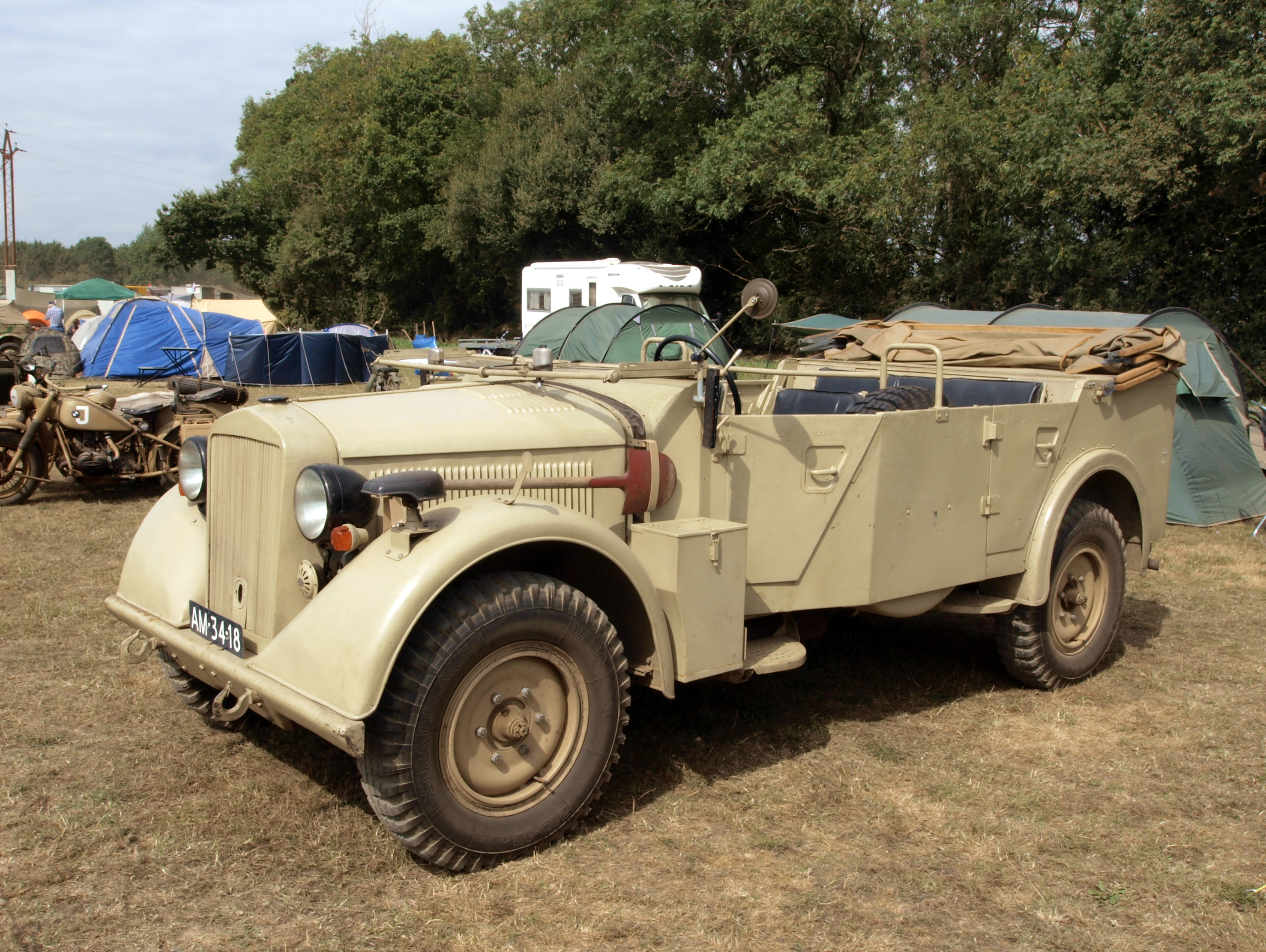
レストアされたホルヒ 901 Typ 40。

### 重統制型乗用車
最大のクラスである重統制型乗用車 ('Schwerer Einheits-PKW、'Schwerer geländegängiger PKW)は3,300kgの車体重量と1,000kgの積載容量を持ち、ドイツ・フォード製のフォード Type EGが約1,900両、アウトウニオン傘下のホルヒ製 ホルヒ 108が約8,000両生産された。ホルヒ 108には全輪ステアリング機構を持った "Typ 1a"および前輪のみステアリング機構を持った "Typ 1b"の2種類の車台があった。
重統制型乗用車はドイツ国防軍において大型兵員輸送車 (Kfz.70)、軽火砲牽引車 (Kfz.69)、通信部隊向け車両 (Kfz.23、Kfz.24)、野戦救急車 (Kfz.31)、対空機関砲の牽引車 (Kfz.81)および対空機関砲用のサーチライト牽引車 (Kfz.83)などとして運用された。また、重統制型乗用車のシャーシは軽装甲偵察車 (Sd.Kfz.221/222/223)および装甲指揮車両のSd.Kfz.247 Ausf.Bのシャーシとしても用いられた。
他の統制型乗用車のクラスと同様、1940年以降は車体側面外部の収納庫を廃止してキャビン内に予備タイヤを搭載、4輪ステアリング機構も廃止されるなど簡略化され、ホルヒ 108 typ 40として1941年まで生産された。統制型乗用車の他のクラスと同様、重く路外性能が不足という欠点に苦しめられたが、統制型乗用車計画の車種の中では最も成功した車種であった。

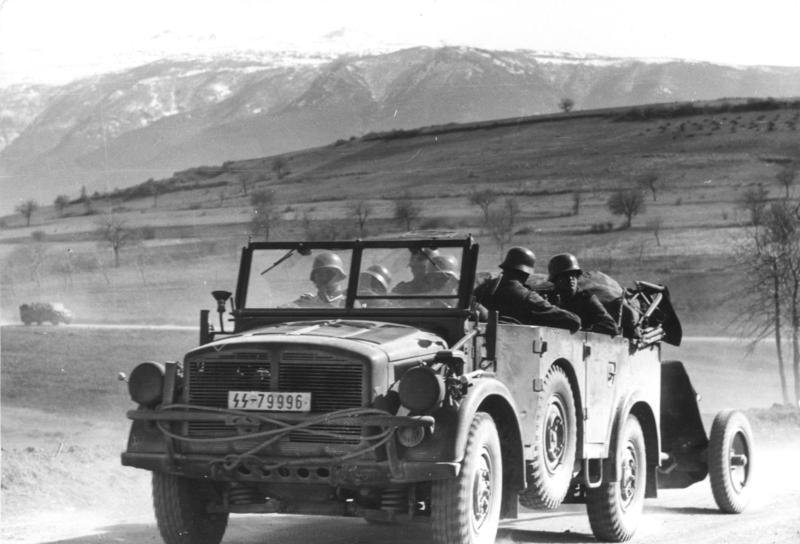
ホルヒ 108。1940年以前の初期型で、車体中央に予備タイヤを持つ。
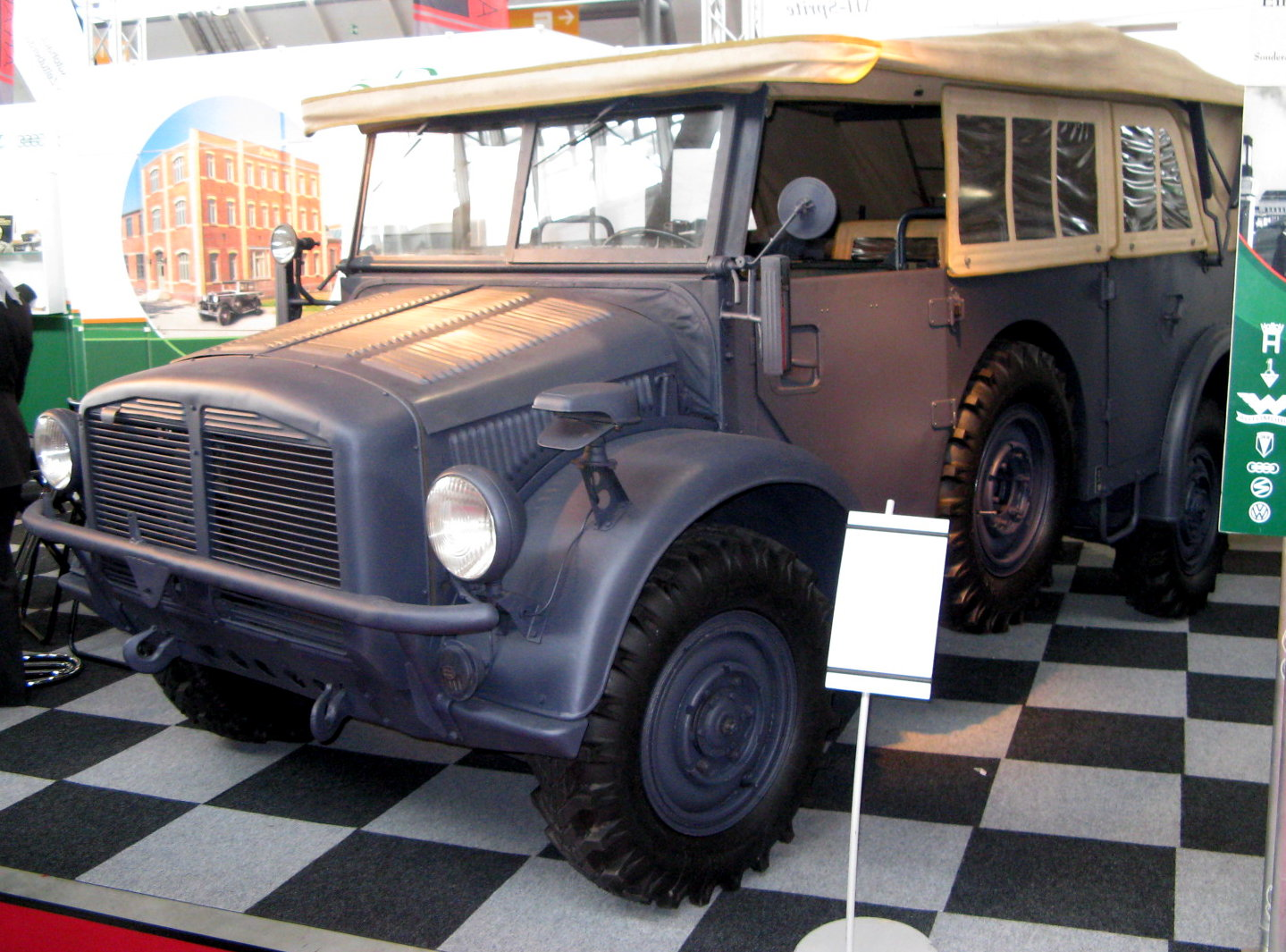
幌を装着したホルヒ 108。
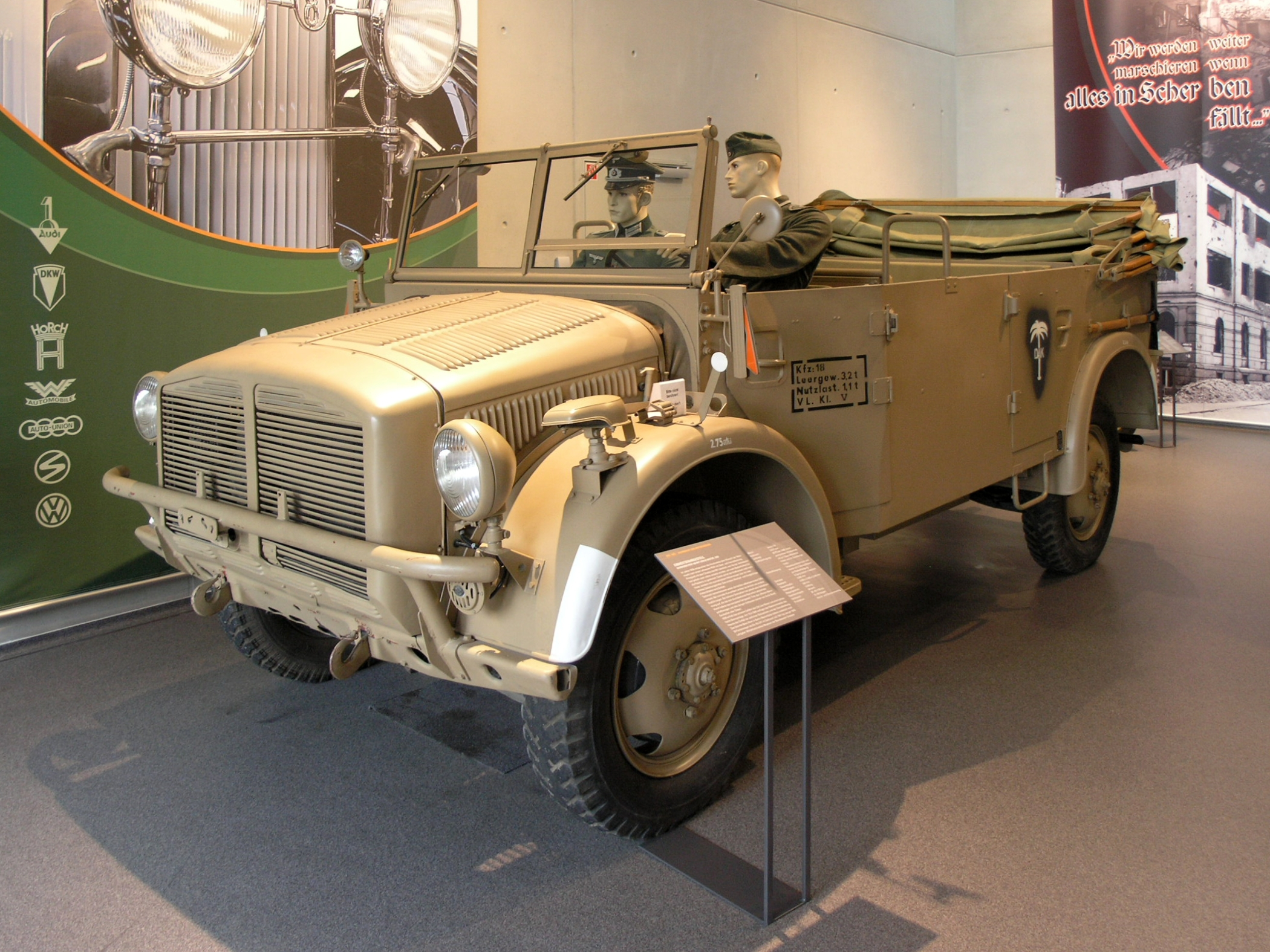
ホルヒ 108 Typ 40。 車体側面の予備タイヤ収納庫が廃止されている。
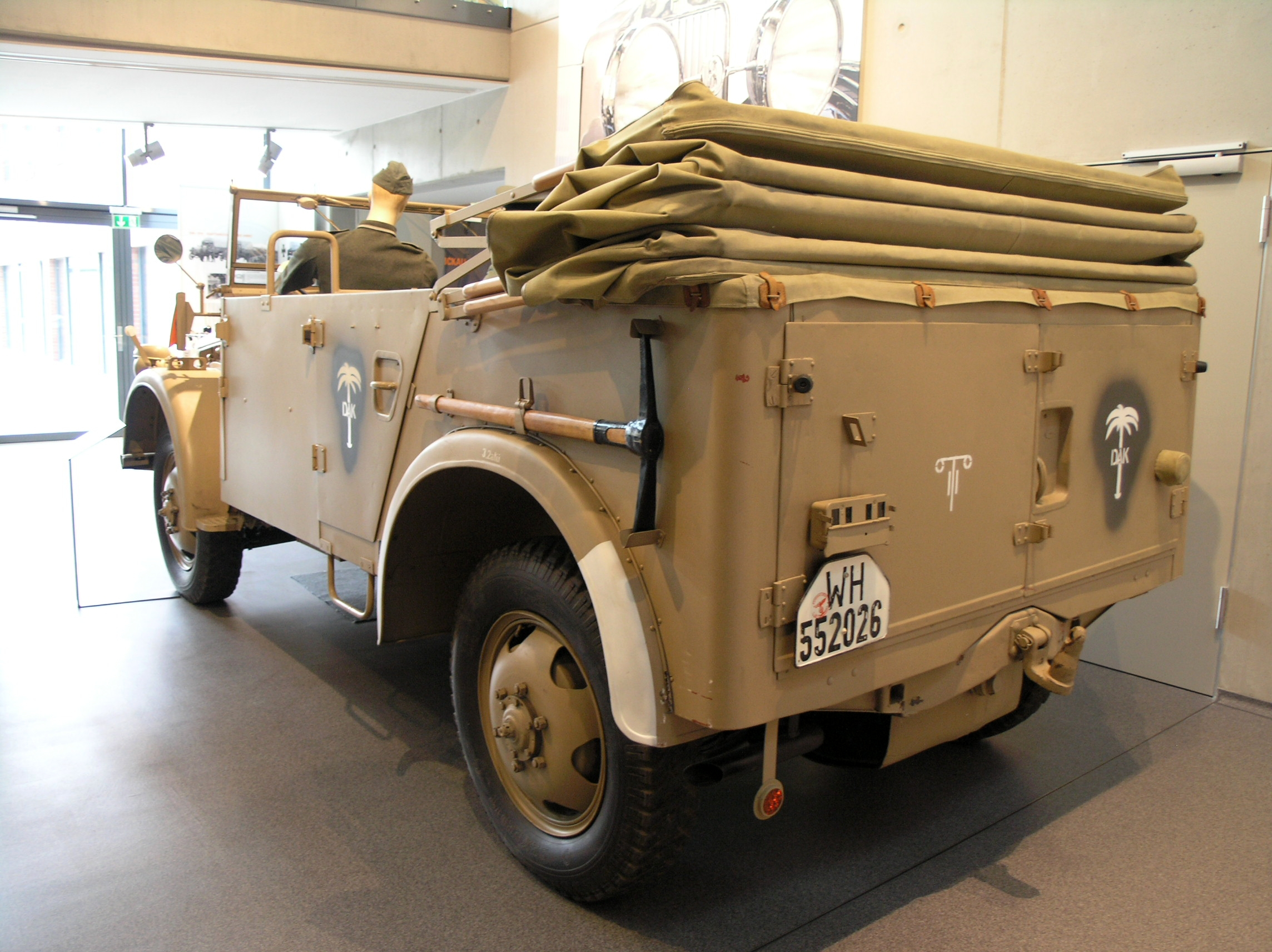
ホルヒ 108 Typ 40の車体後部。